# 聊齋艷譚
《聊齋艷譚》是1990年香港的一部第三級影片，改篇自蒲松齡小說作品《聊齋志異》中的單元故事《五通》。由蔡瀾擔任出品人，藍乃才導演，並由单立文、叶子楣、文素、工藤瞳、文雋和林聰主演。此片在香港票房破千萬港幣，更成為藍乃才最高香港票房的導演作品。 蔡瀾隨後製作《聊齋艷譚續集：五通神》，延續片中角色五通神的故事。

## 剧情
五通神魔慾焚心，假扮成書生吳明去色誘白狐三姐妹（白素素、菲菲、花花），並藉性交去吸取她們的法力。最後，白狐三姐妹猛然醒悟，與道士合作，擊敗五通神。不過，五通神雖然魔軀被毀，但他的元神依然繼續飄盪於三界之間。

## 演員
| 演員   | 角色       | 粵語配音 | 暱稱 / 關係                                              |
| 單立文 | 吳明       | 林保全   | 真實身份為魔神（五通神），假扮成書生吳明去色誘白狐三姐妹 |
| 文素   | 素素(老大) | 曾慶珏   | 白狐化身                                                 |
| 葉子楣 | 花花(老二) | 盧素娟   | 白狐化身                                                 |
| 工藤瞳 | 菲菲(老三) |          | 白狐化身                                                 |
| 文 雋  | 王大夫     | 文 雋    | 白狐們的鄰居，對白狐們起色心                             |
| 林聰   | 道士       |          | 協助白狐們擊敗魔神（五通神）                             |

## 影片分级争议
尽管该电影是香港的一部三级片，但片中女演员工藤瞳依然裸露了女性生殖器，接近成人影片，已突破了三級片所能容忍的最大尺度。